# Johann Ernst von Alvensleben

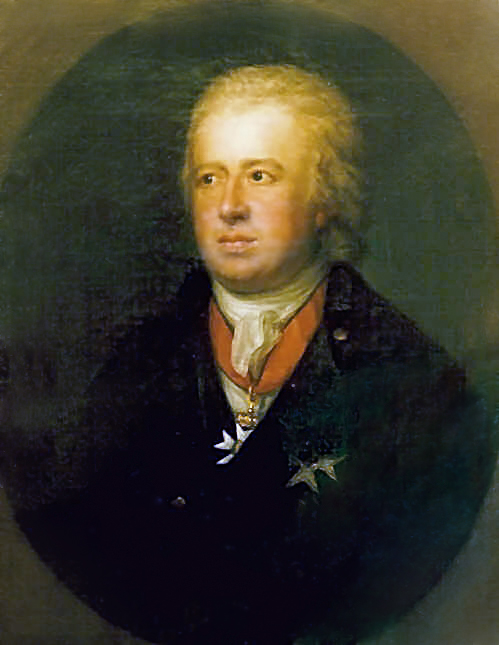
Johann August Ernst Graf von Alvensleben

Johann August Ernst Graf von Alvensleben (* 6. August 1758 in Erxleben; † 27. September 1827 ebenda) war ein deutscher Staatsmann.

## Leben

### Familie
Er entstammte der niederdeutschen Adelsfamilie von Alvensleben und war der einzige Sohn des Kurhannoverschen Oberstleutnants und Erbherrn auf Erxleben II Joachim IV. von Alvensleben (1720–1782) und der Sophia Louise Ernestine von Platen (1733–1799) aus Demerthin, Tochter des königlich preußischen Geheimen Rates und Domherr zu Magdeburg Nikolaus Ernst von Platen (1693–1733), und heiratete am 8. Juli 1788 Caroline von Rohr (1771–1816), Tochter des Königlich Preußischen Generalmajors Albrecht Ehrentreich von Rohr. Aus der Ehe gingen dreizehn Kinder hervor, unter ihnen der spätere preußische Finanzminister Graf Albrecht von Alvensleben (1794–1858). Nach seinem Tode 1827 wurde er in der Schlosskapelle in Erxleben beigesetzt.

### Beruf
Alvensleben studierte an der Universität Helmstedt ab 1775 Jurisprudenz und Staatswissenschaften. Von 1781 bis 1784 arbeitete er als Referendar bei der Magdeburgischen Kammer und verwaltete anschließend die Familiengüter Erxleben II und Uhrsleben. 1788 übernahm er eine Domherrenstelle in Halberstadt und verlegte seinen Wohnsitz dorthin. Als Kenner und Freund von Kunst und Wissenschaft förderte er die Halberstädter Dichter Johann Wilhelm Ludwig Gleim und Klamer Eberhard Karl Schmidt. Von 1793 bis 1796 gehörte er der Kommission an, die das Märkische Provinzialgesetzbuch erarbeitete. 1796 wurde er als Nachfolger des Grafen Christian Friedrich zu Stolberg-Wernigerode zum Domdechanten gewählt. König Friedrich Wilhelm III. von Preußen erhob ihn 1798 in den erblichen Grafenstand.
Als Deputierter des Halberstädter Domkapitels ging Alvensleben nach dem Frieden von Tilsit von 1807 nach Paris, um Jérôme Bonaparte, Herrscher des vier Jahre zuvor geschaffenen Königreiches Westphalen, zu beglückwünschen. Von 1808 und 1813 war er Mitglied der Reichsstände des Königreichs Westphalen; in dieser Funktion nahm er 1808 an der Huldigung des Königs auf dem Reichstag in Kassel teil sowie an den Sitzungen des Reichstages von 1810. Nachdem Bonaparte im selben Jahr das Domkapitel aufgelöst hatte, zog er sich auf sein Gut Erxleben zurück.
Nach Wiederherstellung der preußischen Herrschaft verlieh ihm König Friedrich Wilhelm III. für seine Verdienste während der französischen Besetzungszeit den roten Adlerorden erster Klasse und berief ihn in den Johanniterorden.

### Minister in Braunschweig
Nach dem Tod Herzog Friedrich Wilhelms von Braunschweig 1815 hatte der englische Prinzregent Georg die Vormundschaft über die unmündigen Söhne des Herzogs erhalten. An der Spitze der vormundschaftlichen Regierung stand als Staatsminister Graf Gebhard von der Schulenburg-Wolfsburg, der am 25. Dezember 1818 starb. Dessen Nachfolger wurde Graf Alvensleben, der 1820 mit Zustimmung seines Landesherrn, des preußischen Königs, zum Staatsminister berufen wurde. Am 30. Oktober 1823 übernahm der ihm nicht gut gesinnte Erbprinz Karl II. die Regierungsgeschäfte im Herzogtum Braunschweig, woraufhin Alvensleben zurücktrat und auf sein Gut Erxleben zurückging. Er erhielt das Großkreuz des Welfenordens, lehnte aber eine ihm angebotene Pension ab.
Der preußische König ernannte ihn 1824 zum Landtagsmarschall für die Mark Brandenburg und die Niederlausitz und zum Mitglied des Staatsrates.
Johann Ernst von Alvensleben war Freimaurer in der Freimaurerloge Ferdinand zur Glückseligkeit in Magdeburg.